# SAPARD
SAPARD (ang. Special Accession Programme for Agriculture and Rural Development) – unijny program finansowego wspierania programów dostosowywania rolnictwa do gospodarki rynkowej w krajach stowarzyszonych, oczekujących na członkostwo w Unii Europejskiej. Powstał w 1999 roku, w celu udzielenia pomocy krajom kandydującym w przygotowaniach do wzięcia udziału we Wspólnej Polityce Rolnej.
Program SAPARD był skierowany na drugi co do wielkości obszar problemowy związany z integracją z UE – rolnictwo i rozwój obszarów wiejskich. Działania skupione były na stymulowaniu rozwoju lokalnego na wsi poprzez projekty związane z dywersyfikacją działalności gospodarczej ludności wiejskiej, a także rozwojem infrastruktury na obszarach wiejskich
Program SAPARD został zakończony w 2006 roku. Łącznie zarejestrowano 27761 wniosków o pomoc finansową z Programu SAPARD, z czego ARiMR podpisała 24431 umów na kwotę około 4779 mln złotych. Środki Unii pokrywały ok. 50% kosztów przedsięwzięcia, resztę kosztów oraz podatek VAT pokrywał beneficjent.